# Elisa Costa
Elisa Maria Costa  (João Neiva, 28 de Fevereiro de 1958), é uma política brasileira filiada aos quadros do Partido dos Trabalhadores (PT).
Elisa Costa foi eleita vereadora, por dois mandatos, para a Câmara Municipal de Governador Valadares, em Minas Gerais. Posteriormente foi eleita deputada estadual em Minas Gerais. Engenheira Civil por formação, iniciou sua vida política nos movimentos eclesial, estudantil e sindical. Ela foi profissional técnica da ARDOCE, com sede em Governador Valadares, e no Ministério do Desenvolvimento Social e Combate à Fome, em Brasília. Foi assessora do ministro Patrus Ananias. Entre suas atuações está sua contribuição efetiva para a implantação do festejado Bolsa Família.
Em 5 de outubro de 2008, Elisa Costa foi eleita prefeita municipal de Governador Valadares com o expressivo número de 68.059 votos, tendo vencido o prefeito José Bonifácio Mourão, cujo partido é o PSDB.
Elisa Costa fez como prefeita, grandes investimentos em educação , como, a Universidade Federal, Escola em Tempo e Formação Integral e Instituto de Tecnologia. Reformou e ampliou o Hospital Municipal. Construiu mais UBS e a UPA 24h. Trouxe grandes empresas que juntas empregaram mais de 5.000 trabalhadores. Construiu moradias mais de 2.000 famílias, em parceria com o Governo Federal. A Vila Olímpica (construída, já que Valadares será sub-sede das Olimpíadas de 2016), o Parque Municipal e os complexos esportivos nos bairros mais pobres da cidade também foram obras do mandato de Elisa Costa.  Foram também revitalizados 30 bairros. O mandato de Elisa também foi marcado por uma crise financeira da Prefeitura, chegando a ser cogitada várias vezes a suspensão do pagamento do 13º salario dos funcionários públicos.
Nas eleições de 2012, Elisa foi candidata a reeleição. Começou nas pesquisas em 3º lugar, atrás do ex-prefeito Rui Moreira (PSB) e do ex-vice-prefeito Augusto Barbosa (PSDB), a frente apenas do empresário André Merlo (PDT). Na reta final da campanha, Elisa já liderava todas as pesquisas. Venceu as eleições com 46.158 votos (32,21%). Elisa iniciou seu segundo mandado em 2013, e continuou e ampliou as políticas que havia construído durante o 1º mandato.
Elisa foi nomeada subsecretária de desenvolvimento econômico do estado de Minas Gerais em junho de 2017.